# 仏塔古寺十八尊
仏塔古寺十八尊（ぶっとうこじじゅうはっそん）は、近畿にある仏塔霊場。真言宗系仏教寺院18箇寺によって1995年に成立した。

## 霊場一覧
| No. | 山         | 寺              | 宗派・寺格   | 仏塔・札所本尊              | 所在地                               |
| --- | ---------- | --------------- | ------------ | --------------------------- | ------------------------------------ |
| 1   | 一乗山     | 家原寺          | 行基宗       | 三重塔・不動明王            | 大阪府堺市西区家原町1-20             |
| 2   | 磯長山     | 叡福寺          | 単立         | 多宝塔・釈迦如来            | 大阪府南河内郡太子町太子             |
| 3   | 補陀洛山   | 海住山寺        | 真言宗智山派 | 五重塔・文殊菩薩            | 京都府木津川市加茂町例幣海住山境外20 |
| 4   | 高雄山     | 岩船寺          | 真言律宗     | 三重塔・普賢菩薩            | 京都府木津川市加茂町岩船上ノ門       |
| 5   | 登美山鼻高 | 霊山寺          | 霊山寺真言宗 | 三重塔・地蔵菩薩            | 奈良県奈良市中町3879                 |
| 6   | 万年山     | 慈尊院          | 高野山真言宗 | 多宝塔・弥勒菩薩            | 和歌山県伊都郡九度山町慈尊院         |
| 7   | 高雄山     | 神護寺          | 高野山真言宗 | 多宝塔・薬師如来            | 京都府京都市右京区梅ヶ畑高雄町5      |
| 8   | ニ上山     | 当麻寺 西南院   | 高野山真言宗 | 三重塔東塔と西塔・ 観音菩薩 | 奈良県葛城市當麻1263                 |
| 9   | 霊禅山     | 久米寺          | 真言宗御室派 | 多宝塔・勢至菩薩            | 奈良県橿原市久米町502                |
| 10  | 小田原山   | 浄瑠璃寺        | 真言律宗     | 三重塔・阿弥陀如来          | 京都府木津川市加茂町西札場40         |
| 11  | 高野山     | 金剛三昧院      | 高野山真言宗 | 多宝塔・阿閦如来            | 和歌山県伊都郡高野町高野山425        |
| 12  | 大悲山     | 願成就寺 慈眼院 | 真言宗御室派 | 多宝塔・大日如来            | 大阪府泉佐野市日根野626              |
| 13  | 檜尾山     | 観心寺          | 高野山真言宗 | 三重塔・大日如来            | 大阪府河内長野市寺元475              |
| 14  | 元山上     | 千光寺          | 真言宗醍醐派 | 十三重石塔・般若菩薩        | 奈良県生駒郡平群町鳴川               |
| 15  | 生駒山     | 宝山寺          | 真言律宗     | 多宝塔・愛染明王            | 奈良県生駒市門前町1-1                |
| 16  | 獨鈷山     | 鏑射寺          | 単立         | 三重塔・虚空蔵菩薩          | 兵庫県神戸市北区道場町生野1078-1     |
| 17  | 甲山       | 神呪寺          | 真言宗御室派 | 多宝塔・金剛薩埵            | 兵庫県西宮市甲山町25-1               |
| 18  | 宀一山     | 室生寺          | 真言宗室生寺 | 五重塔・五秘密菩薩          | 奈良県宇陀市室生78                   |